# 200'erne f.Kr.
Århundreder: 4. århundrede f.Kr. – 3. århundrede f.Kr. – 2. århundrede f.Kr.
Årtier: 250'erne f.Kr. 240'erne f.Kr. 230'erne f.Kr. 220'erne f.Kr. 210'erne f.Kr. – 200'erne f.Kr. – 190'erne f.Kr. 180'erne f.Kr. 170'erne f.Kr. 160'erne f.Kr. 150'erne f.Kr.
År: 209 f.Kr. 208 f.Kr. 207 f.Kr. 206 f.Kr. 205 f.Kr. 204 f.Kr. 203 f.Kr. 202 f.Kr. 201 f.Kr. 200 f.Kr.